# Room Service (album de Roxette)
Pour les articles homonymes, voir Room Service.
Room Service est un album du groupe suédois Roxette sorti en 2001.

## Liste des titres
1. Real Sugar
2. The Centre of the Heart
3. Milk and Toast and Honey
4. Jefferson
5. Little Girl
6. Looking for Jane
7. Bringing Me Down to My Knees
8. Make My Head Go Pop
9. Try  (Just a Little Bit Harder)
10. Fool
11. It Takes You No Time to Get Here
12. My World, My Love, My Life

## Singles
- The Centre of the Heart
- The Centre of the Heart
- Entering Your Heart
- Real Sugar
- Real Sugar
- It Will Take A Long Long Time (Modern Rock Version)
- Real Sugar (Shooting Star Treatment)
- The Centre Of The Heart (Enhanced Video)
- Milk And Toast And Honey
- Milk And Toast And Honey
- Milk And Toast And Honey (Active Dance Remix)
- Milk And Toast And Honey (Shooting Star Treatment)
- Milk And Toast And Honey (T&A Demo, August 2d and 3rd 1999)
- Real Sugar (Enhanced Video)